# Panajotis Pulitsas
Panajotis Pulitsas (gr. Παναγιώτης Πουλίτσας; ur. 18 września 1881 we wsi Geraki w Lakonii, zm. 16 stycznia 1968 w Atenach) – grecki prawnik i polityk, premier Grecji w roku 1946, przewodniczący Rady Państwa (1943-1951).

## Życiorys
Ukończył studia na wydziale prawa uniwersytetu ateńskiego, gdzie w 1901 obronił pracę doktorską. Studia kontynuował w Monachium i w Berlinie. Pracował jako prawnik w Sparcie, od 1907 na stanowisku sędziego sądu okręgowego. W 1920 został prezesem Sądu Okręgowego w Atenach. W 1922 odszedł z tego stanowiska i prowadził kancelarię adwokacką w stolicy. 
W 1943 stanął na czele Rady Państwa, funkcję przewodniczącego pełnił do roku 1951. W kwietniu 1946 stanął na czele rządu koalicyjnego, ale po konflikcie wewnętrznym dotyczącym kwestii referendum po dwóch tygodniach podał się do dymisji. W 1951 uzyskał mandat deputowanego do parlamentu jako przedstawiciel partii Grecki Alarm, kierowanej przez Aleksandrosa Papagosa.
Oprócz działalności politycznej był zaangażowany w działalność społeczną i naukową. Od 1947 zasiadał w Akademii Ateńskiej, w 1957 stanął na jej czele. Pełnił funkcje wiceprezesa Stowarzyszenia Filologicznego Parnassos i Towarzystwa Historyczno-Etnologicznego Grecji. Przewodniczył Greckiemu Instytutowi Badań nad Rakiem. Zainteresowania naukowe Pulitsasa koncentrowały się wokół historii prawa i stosunków Państwa i Kościoła prawosławnego w Grecji.
Odznaczony Krzyżem Wielkim Orderu Feniksa. Zmarł w Atenach w styczniu 1968.